# Rubenson
Rubenson är en judisk släkt som härstammar från Polen, varifrån Ruben Wolff, född 1748, i början av 1790-talet emigrerade till Sverige, där han 1828 avled som rabbin vid mosaiska församlingen i Stockholm. Hans barn kallade sig Rubenson. Från släkten Rubenson kommer Albert Rubenson, Robert Rubenson, Salomon Moritz Rubenson, Mauritz Rubenson, Olof Rubenson och Göran Gentele.